# Força Aèria de Somàlia
La Força Aèria de Somali o la Força Aèria Somali (FAS) (somali: Ciidamada Cirka Soomaaliyeed; italià:  "Corpo di Sicurezza della Somalia) fou un cos de l'Exèrcit Nacional de Somàlia que va existir del 1954 al 1991, i reconstituïda en 2015.

## Història
Durant el mandat italià aquesta força aèria es va anomenar Cos Aeronàutic Somali, nom que es va canviar a Força Aèria de Somali el 1960 amb la independència. Amb Siad Barre (1969-1991) es va modernitzar; molts pilots es van entrenar a la Unió Soviètica, Itàlia, Regne Unit i Estats Units i va esdevenir la millor força aèria d'Àfrica. Es van adquirir avions Mig (15, després 17 i després alguns Mig-21) i altres. A la guerra de l'Ogaden, després de la retirada dels instructors i subministraments soviètics, va afectar durament a l'aviació somali i el 1978 els somalis havien estat expulsat de l'Ogaden. Després d'això la Força Aèria Somali ja no va recuperar la seva força. A partir de 1979 va rebre assistència americana que va resultar insuficient. També va rebre equip italià, xinès, libi i d'Abu Dhabi. Els problemes econòmics del país per la guerra van fer impossible la reconstrucció. El 1988 i 1989 encara van participar en les missions contra els rebels del Moviment Nacional Somali al nord del país bombardejant Hargeisa i Burao. Amb la caiguda del règim de Barre, la Força Aèria Somali va desaparèixer (gener del 1991). El 1993, quan van arribar els americans, les restes del seu equipament estaven parades a Mogadiscio en mal estat.
Al-Shabab va començar a amenaçar el govern i la població a mitjans de la dècada de 2000 i la força aèria de Somali es va reconstituir el 2015.